# Cojzova koča na Kokrskem sedlu
A Cojzova koča na Kokrskem sedlu (magyarul: Zois háza a Kokrán) egy 1793 méter magasan levő hegyi pihenőhely. A Kokra hegyszoroson helyezkedik el, délen a Kalška gora sziklái határolják, északon pedig a Grintovec és a Kočna. Keletre lefelé vezető út van, mely Kamniki-Bistrica faluig vezet, nyugatra pedig a Kokra folyóvölgy terül el. A hegyi ház csak a nyári szezon alatt szokott nyitva lenni.
A hegyi házat két testvér, Karl Zois botanikus és Sigmund Zois természettudós és mecénás után nevezték el. Az eredeti házat 1897-ben építette a Német-osztrák Hegymászó Egyesület. Miután renoválták és kibővítették, a házat újból megnyitották 1988. szeptember 18-án. A Kamniki Hegymászó Egyesület tartja rendben.

## Hozzáférés
- 3.30 h: Dom v Kamniški Bistrici (601 m) otthontól
- 2.30 h: a Suhadolnik tanyától (896 m)

### Átjárás
- 4 h: a Češka koča na Spodnjih Ravneh hegyi házig (1542 m), a Mlinarsko (Malom) szoroson át
- 5 h: a Češka koča na Spodnjih Ravneh (1542 m) hegyi házig, a Dolško škrbino (Alsó) szurdokon keresztül
- 5.30 h: a Frischaufov dom na Okrešlju hegyi házig (1396 m), a Turski žleb (Török) csatornán keresztül
- 6 h: a Koča na Kamniškem sedlu hegyi házig (1864 m), a Sleme falun és a Turska gora hegyen át
- 5 h: a Planinski dom na Gospincu hegyi házig (1491 m), a Kalce falun át
- 6 h: a Planinski dom na Gospincu hegyi házig (1491 m), a Kalška gora hegygerincén át

### Közeli hegycsúcsok
- 2 h: Grintovec (2558 m)
- 1 h: Kalška gora (2047 m)
- 2.30 h: Kalški greben (2224 m)
- 3.30 h: Kočna (2540 m)
- 3 h: Skuta (2532 m)

## Külső hivatkozások
- Hribi.net
- Részletes leirás az utakról föl a Grintovec-re
- Kamniki Hegyi Társaság Archiválva 2011. január 26-i dátummal a Wayback Machine-ben